# Depredadores prehistóricos
Depredadores prehistóricos fue un documental de 2007 realizado por National Geographic  basado en diferentes depredadores que vivieron en el pasado, incluyendo Smilodon, Titanis y Carcharodon megalodon. La serie investigó cómo tales bestias cazaban y luchaban contra otras criaturas, y lo que las llevó a la extinción. El estilo de investigación del programa fue algo seguido por el reciente documental de Discovery Channel, Criaturas Titánicas. 
| Número de Episodio | Título                | Sinopsis | Protagonistas            |
| ------------------ | --------------------- | --- | ------------------------ |
| 1                  | Tigre diente de sable | Un estudio científico en la vida fisiológica y sociológica del gato dientes de sable. Se hace especial hincapié en el propósito único, y las consecuencias irónicas de las 7 de largos colmillos. | Smilodon                 |
| 2                  | Lobo Gigante          | El lobo gigante, un depredador alfa feroz y poderoso de la edad de hielo salvaje, era más grande y más poderoso que cualquier lobo de hoy en día. ¿Por qué de repente perdieron mientras que el más pequeño y débil Lobo gris sobrevivieron?                                                           | Canis dirus              |
| 3                  | oso de cara corta     | El oso de cara corta era dos veces más grande que un oso pardo y podría correr más rápido que un caballo. Se recorrió América del Norte por casi 1 millón de años después se desvaneció en la extinción. Vea cómo vivió esta poderosa criatura o de caza, y se desvaneció.                             | Arctodus                 |
| 4                  | Rapaces del Terror    | América del Sur se convirtió en el hogar de criaturas que se encuentran en ningún otro lugar en la Tierra. el ave del Terror . Capaz de matar grandes presas con un solo golpe de sus picos masivos, que eran las únicas aves ha de convertirse en los principales depredadores de todo un continente. | Kelenken y Titanis       |
| 5                  | Cerdo Asesino         | Con 3 metros de alto y 745 kilos, el asesino de cerdo era un tanque de batalla prehistórico que dominaba el paisaje de América del Norte. Aprender cómo el cerdo asesino fue un éxito evolutivo, a pesar de su eventual extinción.                                                                     | Archaeotherium y Daeodon |
| 6                  | Tiburón Monstruoso    | Este Tiburón fue el más grande de todo el mundo, mataba ballenas, focas, sirenios, perezosos acuáticos, aves marinas etc.. | Carcharodon megalodon    |

- Datos: Q7239945